# Enoploctenus penicilliger
Enoploctenus penicilliger är en spindelart som först beskrevs av Simon 1897.  Enoploctenus penicilliger ingår i släktet Enoploctenus och familjen Ctenidae. Inga underarter finns listade i Catalogue of Life.